# Mardilly
Mardilly település Franciaországban, Orne megyében. Lakosainak száma 133 fő (2022. január 1.). Mardilly Neuville-sur-Touques, Aubry-le-Panthou, Chaumont, La Fresnaie-Fayel, Ménil-Hubert-en-Exmes és Saint-Evroult-de-Montfort községekkel határos.

## Népesség
A település népességének változása:
| Lakosok száma | 129  | 131  | 138  | 136  | 138  | 136  | 136  | 135  | 133  |
|               | 2013 | 2015 | 2016 | 2017 | 2018 | 2019 | 2020 | 2021 | 2022 |